# 佐野市立常盤中学校
佐野市立常盤中学校（さのしりつ ときわちゅうがっこう）は、栃木県佐野市豊代町にあった公立中学校。

## 沿革

### 年表
- 1947年（昭和22年）4月28日 - 常盤村立常盤中学校開校（小学校に併設）。
- 1949年（昭和24年）4月20日 - 教室の増改築落成。
- 1953年（昭和28年）12月12日 - 常盤中学校校舎新築、現在地に移転。
- 1955年（昭和30年）1月8日 - 町村合併により葛生町立常盤中学校と改称。
- 1957年（昭和32年）3月30日 - 木工、金工室増築。
- 1964年（昭和39年）5月1日 - 校庭拡張、現在の広さに。
- 1969年（昭和44年）1月29日 - 体育館落成。
- 1970年（昭和45年）8月18日 - 校庭内に町民プールとして、プール落成。
- 1971年（昭和46年）4月1日 - 氷室中学校を統合。
- 1972年（昭和47年）
  - 1月3日 - 校舎・柔道室増築。
  - 1月19日 - 校歌・校章決定。
- 1973年（昭和48年）4月1日 - 特殊学級設置。
- 1975年（昭和50年）10月22日 - 校庭夜間照明設置。
- 1980年（昭和55年）3月26日 - 町民プールが町から本校に移管される。
- 1986年（昭和61年）11月11日 - 新校舎落成。
- 1990年（平成2年）12月15日 - 統合20周年記念式典と校旗樹立式挙行。
- 1997年（平成9年）11月29日 - 創立50周年記念式典挙行。
- 1998年（平成10年）9月1日 - 心の相談員配置される。
- 2001年（平成13年）8月28日 - 41台のコンピュータが設置。
- 2003年（平成15年）3月20日 - 部室新築。
- 2005年（平成17年）2月28日 - 市町合併により、佐野市立常盤中学校と改称。
- 2011年（平成23年）6月23日 - 普通教室4・理科室・音楽室・会議室にエアコンが設置される。
- 2019年（令和元年）- さいたま市立常盤中学校との虹プロジェクトを行う。
- 2022年（令和4年）- さいたま市立常盤中学校で合同体育祭を行う。
- 2023年（令和5年）3月31日 - 閉校[1]。

## 部活動
- 卓球部（男・女）
- ソフトテニス部（男・女）
- バスケットボール部（男）

## アクセス
- 佐野市生活路線バス「岩崎」バス停下車後、徒歩約320m・約5分。
- 東武鉄道佐野線葛生駅から、
  - 車で約5km・約9分。
  - 駅から徒歩で、佐野市生活路線バス「葛生駅入口」バス停まで移動(約140m)し、「葛生駅入口」バス停から、「岩崎」バス停まで、秋山線で11分、仙波会沢線で13分[2]。

## 周辺
- 栃木県道200号秋山葛生線
- 常盤郵便局
- 佐野市立常盤小学校 - 進学前小学校だったが、本校と同じ日に閉校した。